# Luis Osollo
Luis Gonzaga Osollo (ur. 1828, zm. 1858) – meksykański wojskowy.
Był aktywnym członkiem stronnictwa konserwatywnego. Brał udział w powstaniu wznieconym przez klerykałów w grudniu 1855. Gdy w marcu 1856 rebelia upadła, uciekł do Veracruz, a następnie na krótko opuścił kraj. 25 stycznia 1858 został awansowany do stopnia generała brygady. W bitwie pod Salamanką (9 marca 1858), zwycięskiej dla konserwatystów, stracił rękę. 12 marca 1858 przyjął kapitulację generała Doblado, natomiast 23 marca 1858 zmusił do poddania się generała Parrodiego. Po rekonwalescencji w stolicy, w maju 1858, ponownie włączył się w działania wojenne. Zmarł na tyfus, 18 czerwca 1858.